# Günter Lyhs
Günter Lyhs (n. 20 aprilie 1934, Sulimy⁠(d), Giżycko County⁠(d), Warmia și Mazuria, Polonia) este un gimnast artistic ce a reprezentat Germania, medaliat olimpic. A participat la 2 ediții ale Jocurilor Olimpice (1960, 1964) în care a câștigat o medalie de bronz.